# Marini SpA
Pour les articles homonymes, voir Marini.
 (avril 2021).
La mise en forme du texte ne suit pas les recommandations de Wikipédia : il faut le « wikifier ».
Les points d'amélioration suivants sont les cas les plus fréquents. Le détail des points à revoir est peut-être précisé sur la page de discussion.
- Les titres sont pré-formatés par le logiciel. Ils ne sont ni en capitales, ni en gras.
- Le texte ne doit pas être écrit en capitales (les noms de famille non plus), ni en gras, ni en italique, ni en « petit »…
- Le gras n'est utilisé que pour surligner le titre de l'article dans l'introduction, une seule fois.
- L'italique est rarement utilisé : mots en langue étrangère, titres d'œuvres, noms de bateaux, etc.
- Les citations ne sont pas en italique mais en corps de texte normal. Elles sont entourées par des guillemets français : « et ».
- Les listes à puces sont à éviter, des paragraphes rédigés étant largement préférés. Les tableaux sont à réserver à la présentation de données structurées (résultats, etc.).
- Les appels de note de bas de page (petits chiffres en exposant, introduits par l'outil «  Source ») sont à placer entre la fin de phrase et le point final[comme ça].
- Les liens internes (vers d'autres articles de Wikipédia) sont à choisir avec parcimonie. Créez des liens vers des articles approfondissant le sujet. Les termes génériques sans rapport avec le sujet sont à éviter, ainsi que les répétitions de liens vers un même terme.
- Les liens externes sont à placer uniquement dans une section « Liens externes », à la fin de l'article. Ces liens sont à choisir avec parcimonie suivant les règles définies. Si un lien sert de source à l'article, son insertion dans le texte est à faire par les notes de bas de page.
- La présentation des références doit suivre les conventions bibliographiques. Il est recommandé d'utiliser les modèles {{Ouvrage}}, {{Chapitre}}, {{Article}}, {{Lien web}} et/ou {{Bibliographie}}. Le mode d'édition visuel peut mettre en forme automatiquement les références.
- Insérer une infobox (cadre d'informations à droite) n'est pas obligatoire pour parachever la mise en page.

Pour une aide détaillée, merci de consulter Aide:Wikification.
Si vous pensez que ces points ont été résolus, vous pouvez retirer ce bandeau et améliorer la mise en forme d'un autre article.
 (novembre 2021).

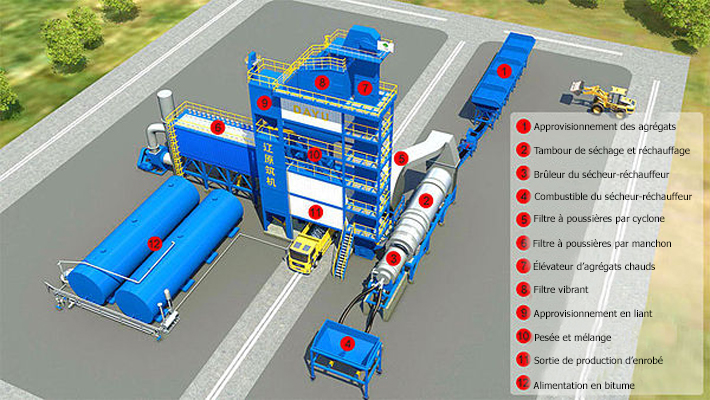
Schéma type d'une centrale d'enrobage de production d'enrobés bitumineux

Marini S.p.A. est un fabricant italien, leader mondial dans le domaine des centrales d'enrobés en continu et discontinu, fixes ou mobiles. La société a été créée en 1899 à Alfonsine, dans la province de Ravenne, en Émilie-Romagne, Italie. 
En 2020, la société, leader mondial des usines d'enrobés discontinu, comptait plus de 3.000 centrales de ce type en service dans le monde. La société a été intégrée dans le groupe Fayat en septembre 1988 pour créer la division "Road Equipment" du groupe.
En 2010, la société Marini emploie plus de 400 salariés dans le monde et revendique plus de 4.000 centrales vendues sur les cinq continents. Elle dispose de cinq usines de production en Italie, Turquie, Chine, Inde et Brésil, de filiales commerciales en Russie, Pologne et Dubai.

## Histoire
L'entreprise Marini a été créée par Giuseppe Marini en 1899 à Alfonsine dans la province de Ravenne en Italie. Elle a commencé son activité en fabriquant des bicyclettes, des motocyclettes et de petits moteurs diesel deux temps. En 1909, l’entreprise se voit décerner la médaille d’or à l’Exposition Commerciale de Florence et l'année suivante, la médaille d’or à l’Exposition de l’Industrie Moderne de Paris. 
En 1925, Giuseppe Marini se lance dans la transformation de ses moteurs de motocyclettes pour une utilisation industrielle. Entre 1925 et 1935 elle dépose pas moins de 32 brevets dont celui d'un pulvérisateur de bitume à air comprimé. 
En 1935, Marini met au point une machine de fabrication d’asphalte coulé comprenant un chariot sur roues pour porter le dispositif de chauffage du bitume et un four isolé comportant un anneau rotatif à l’intérieur avec armes et palettes pour gratter les parois du four. Pendant que les palettes tournent, elles mélangent le bitume avec la roche d'asphalte pour former un produit appelé asphalte coulé. Cette machine était complétée par un mélangeur à tambour rotatif et un brûleur pour sécher les granulats.
Les ateliers de l'entreprise ont été victimes de plusieurs bombardements durant la Seconde Guerre mondiale. Une partie des machines a pu être transférée dans un ancien bâtiment moins vulnérable mais pour échapper au pillage de l'armée nazie durant sa retraite d'Italie, Giuseppe Marini a du enterrer l'ensemble des produits en cours de construction dans son jardin et cacher son outillage industriel chez des paysans aux alentours. Dès l'armistice signé, il a engagé la reconstruction de son usine principale et la production a repris.
Dans la nuit du 5 mai 1945, des hommes armés ont enlevé Giuseppe Marini qui n'est jamais réapparu. La disparition du fondateur de l'entreprise porta un coup très dur à l'entreprise dont l'activité faillit péricliter.
La transformation de l'entreprise familiale en société a été enregistrée officiellement le 16 septembre 1948. L'objet de la nouvelle société Officina Meccanica Marini créée par les enfants de Giuseppe Marini, Marino et Roberto Marini, était de « fabriquer et réparer les machines de construction de routes et les moteurs en général ». A cette époque, la société Marini comptait déjà 80 salariés et commercialisait ses produits en Italie du sud à travers des dépôts qu’elle avait acquis à Bari, Foggia, Naples et Rome. En 1950, Marini crée, avec des partenaires, la société « Le Strade Meridionali - Les Routes Méridionales », une entreprise de construction de routes, devenue CICSA en 1954, restée opérationnelle jusqu’en 1978.
Au lendemain de la Seconde Guerre mondiale, avec le développement de la construction de routes et Autoroutes en Italie, la société s'est concentrée dans le secteur des travaux de construction routière en fabriquant des centrales d'enrobé, des machines et équipements routiers. En 1950, le gouvernement italien lance la construction de la fameuse Autoroute du Soleil A1, un chantier titanesque qui, après le succès rencontré avec la première autoroute du monde l'Autoroute des Lacs entre Milan et les Lacs italiens (Lac de Côme & Lac Majeur), lancera la mode des autoroutes dans le monde. La société Marini livra plusieurs unités d'enrobés d'une capacité de 120 T/h à la société concessionnaire qui deviendra Autostrade.
À partir de cette époque, les centrales d'enrobés de la société Marini ont été fortement demandées à l'étranger et aux traditionnels marchés d'exportation d'Europe de l'Est et d'Afrique, s'ouvrirent ceux du nouveau Marché commun européen avec la constitution de filiales de commercialisation : dès 1961 en France en 1961 et 1963 en Suisse et en Allemagne. En 1966, la première centrale d'enrobés est exportée en Chine.
En 1974, la société en nom collectif est transformée en Officina Meccanica Marini S.p.A., société anonyme par actions avant d'être simplement désignée Marini S.p.A. en 1979.
En septembre 1988, la société est intégrée dans le groupe Fayat et deviendra la division "Road Equipment" du groupe.

## La société Marini S.p.A.
Le groupe Marini SpA comprend 3 branches distinctes :
- la société italienne de référence Marini S.p.A., leader mondial avec 35% du marché[1]
- la société filiale Marini-Ermont[2], spécialisée dans la production d'usines d'enrobés hypermobiles, hypertransférables ou transférables/fixes, de type continu et discontinu d'une capacité de 35 à 630 Tonnes par heure. La société, créée en 1924 par Albert Louche sous le nom des "Chaudronneries d'Ermont" en Seine et Oise. En 1970, les ateliers sont transférés à Lorette dans le département de la Loire. Depuis 1987, elle est rattachée à la société italienne Marini intégrée dans le groupe Fayat. Au XXIe siècle, elle produit en moyenne 50 centrales par an et revendique plus de 1.000 centrales Marini-Ermont en service dans le monde.
- les filiales étrangères.

La gamme de centrales comporte deux principes distincts :

### Centrales d'enrobés discontinu
Les centrales d'enrobé en discontinu représentent le type d'usines le plus répandu dans le monde. Cette technologie assure une meilleure qualité du produit fini et une plus grande flexibilité d'utilisation. 

### Centrales d'enrobés continu
Dans les centrales d’enrobage continu il n’y a pas d’interruption dans le processus de production. Contrairement aux centrales discontinues, le mélange des granulats, le filler et le bitume sont placés dans le tambour mélangeur (drum-mixer) qui est beaucoup plus long que le tambour sécheur d’une centrale discontinu.
Cette technologie apporte une fonctionnalité révolutionnaire alliant la simplicité et l’économie du tambour sécheur-mélangeur qui permettent de garantir un très haut niveau de performances et une bonne qualité du produit final.
Il existe deux types de centrales en continu : 
- la centrale traditionnelle à courant parallèle, la plus simple et la moins coûteuse,
- la centrale à contre-courant, plus efficace au niveau de l’échange de chaleur.

Comme dans les centrales traditionnelles, les enrobés produits dans le tambour sécheur sont transportés vers un silo de stockage, puis chargés dans un camion pour être livrés sur le chantier de construction.
Marini SpA dispose d'une gamme complète de centrales d’enrobage en continu, de type mobiles, transférables ou fixes. Ces équipements sont commercialisés sous la marque Marini-Ermont en Europe et par les filiales étrangères.

## Implantations à l'étranger

### Amérique latine
La filiale Marini Latin Americaa été créée par Marini SpA en 1959. L'usine de production est implantée à Porto Alegre, dans l’État de Rio Grande et emploie 120 salariés. Cette filiale couvre tous les marchés d'Amérique du Sud avec des unités petites et moyennes. Plus de 1000 centrales Marini sont en service sur le continent sud américain.

### Chine
L'usine de production Langfang Marini Fayat Machinery Ltd est implantée à Langfang, près de la capitale chinoise Beijing. Depuis 2003, avec l'ouverture du pays aux investissements étrangers dans des sociétés industrielles sans obligation d'avoir une participation chinoise au capital, la filiale chinoise a été rachetée à 100%. La production locale comprend tous les types de centrales fabriquées en Italie.

### Inde
Présent en Inde depuis 1998, la filiale Marini India Ltd a officiellement été créée en 2015. Son usine de fabrication est implantée à Ahmedabad. C'est devenu, en très peu de temps, le plus important constructeur de centrales d'enrobage de l'Asie du sud-est. 

### Turquie
La filiale turque Tekfalt Makina A.Ş. avec la mise en service d'une usine de fabrication a été créée en janvier 2009 et a été renommée Marini Makina A.Ş. en avril 2012. La société produit et commercialise cinq types d' centrales d'enrobage : des unités fixes, mobiles et ultra-compactes / ultra-mobiles (Top Tower, Xpress, Be Tower) d'une capacité allant de 60 jusqu'à 300 tonnes par heure.